# 鹿島踊り
鹿島踊り、鹿島踊（かしまおどり）とは、茨城県鹿嶋市の鹿島神宮に端を発し、千葉県、及び神奈川県西部から、静岡県伊豆半島東海岸にかけてを中心に分布する、各神社の例祭において青少年もしくは成人男子達（茨城および千葉の一部地域においては女子・女性達）によって踊られる集団民俗舞踊。歴史的に本来別系統の弥勒踊り、弥勒踊（みろくおどり）と混合・融合しており、これが別称として用いられたり、両者を別々に看做すとしてもひとまとめで扱われることが多い。千葉県南部（安房地方）周辺ではミノコ踊りとも呼ばれる。
ちなみに、佐賀県鹿島市には、1962年より水害復興祈願ではじめられた「鹿島おどり」があるが、これとは一切関係ない。

## 起源
鹿島踊りは、その起源について諸説あるものの、茨城県鹿嶋市の鹿島神宮、あるいはその鹿島地域がその起源に関わっているであろうことは概ね共通認識となっている。「鹿島の事触れ」が起源であるという説や、伝播している地域の大部分が沿岸部であることから、石材・木材運搬の担い手たちによって広められたという説（特に、神奈川県西部～伊豆半島東海岸においては、「キノミヤ信仰」の分布と重複が見られる）などがある。春日大社に踊りを奉納したのが起源とされているところもある。伝播・開始時期も、古代から江戸に到るまで、地域・説によって差異がある。ただし、いずれも概ね「疫病退散」（及び「五穀豊穣」）が主たるご利益・祈願である点は共通している。
また、上述したように、鹿島踊りは、弥勒菩薩の下生信仰、とりわけ東の海上から弥勒船がやってくるという民間信仰から発生した弥勒踊りと混合・融合してもおり、純粋に鹿島踊りのみにその起源を求めようとするのには無理がある。
なお、民俗学者の柳田國男は、著書『海上の道』において、これらと沖縄・八重山諸島に存在する類似信仰とのつながりを模索している。

## 行われている地域・神社・日付一覧

### 茨城県
- 鹿嶋市 - 鹿島神宮（9月2日、行宮祭） <県--選択記録>
- 潮来市徳島 - 徳島田園都市センター（旧暦2月15日近辺の土曜、水神祭）【弥勒踊り】 <市>

### 千葉県
- 旭市倉橋 - 雷神社（4月中旬、銚子大神幸祭 ※20年に一度 ）〔倉橋の弥勒三番叟〕<千葉県指定無形民俗文化財>
- 成田市 - 埴生神社（4月3日）〔成田のおどり花見〕<千葉県指定無形民俗文化財>
- 佐倉市 - 天満神社（7月中旬、下勝田の獅子舞）【弥勒踊り】） <市>
- 八千代市 - 駒形神社・円福寺（9月第一日曜、勝田の獅子舞）【ミノコ踊り】 <市>
- 茂原市 - 稲荷神社（1月8日）【弥勒踊り】
- 南房総市千倉町川口 - 鹿嶋神社（1月19日、7月）〔南房総地方のミノコオドリ〕<選択無形民俗文化財>
- 南房総市千倉町白間津 - 日枝神社（7月下旬 ※4年に一度）〔白間津のオオマチ行事〕<重要無形民俗文化財>
- 南房総市白浜町白浜 - 稲荷神社（3月1日近辺の土日、小戸の初午祭））
- 館山市波左間 - 諏訪神社（7月1日）〔南房総地方のミノコオドリ〕 <選択無形民俗文化財>
- 館山市洲崎 - 洲崎神社（2月初午、8月20日-22日）〔洲崎のミノコオドリ〕<千葉県指定無形民俗文化財>

### 東京都
- 西多摩郡奥多摩町 - 小河内神社 （9月15日）〔小河内の鹿島踊〕<重要無形民俗文化財>
- 大島町（伊豆大島） - 吉谷神社（1月中旬）　※ほぼ4年に一度

### 神奈川県
- (※小田原市石橋 - 子之神社[7])
- 小田原市米神 - 八幡神社（5月下旬）
- 小田原市根府川 - 寺山神社（7月第3日曜日）〔寺山神社の鹿島踊り〕<神奈川県指定無形民俗文化財>
- 小田原市江ノ浦 - 大美和神社（7月第3日曜日）
- (※足柄下郡真鶴町岩 - 児子神社[7])
- 足柄下郡真鶴町真鶴 - 貴船神社（7月最終土曜日及びその前日）〔貴船神社の船祭り〕 <重要無形民俗文化財>
- (※足柄下郡湯河原町福浦 - 子之神社[7])
- 足柄下郡湯河原町鍛冶屋 - 五郎神社（4月中旬） <県>
- 足柄下郡湯河原町吉浜 - 素鵞神社（8月1日）〔吉浜の鹿島踊り〕<神奈川県指定無形民俗文化財>
- (※足柄下郡湯河原町門川 - 八幡神社)

### 静岡県
｢東伊豆地方の鹿島踊｣ <国-選択記録>
- 熱海市西山町 - 来宮神社（7月15日・16日） <県>
- 熱海市上多賀 - 多賀神社（7月28日・7月29日） <市>
- 熱海市下多賀 - 下多賀神社（10月中旬） <市>
- 熱海市網代 - 阿治古神社（7月19日・20日） <市>
- 熱海市初島 - 初木神社（7月17日・18日）<市>
- 伊東市宇佐美 - 八幡神社（10月中旬）<市>[8]
- 伊東市宇佐美 - 春日神社（10月14日・10月15日）<市>
- 伊東市湯川 - 鹿島神社（10月14日・10月15日）<市>
- 伊東市新井 - 新井神社（1月7日）<市>　※隔年（西暦奇数年）
- (※伊東市川奈 - 三島神社)
- 伊東市富戸 - 三島神社（10月29日）<市>
- 賀茂郡東伊豆町北川 - 鹿島神社（10月27日） <町>
- 焼津市 - 吉永八幡宮（9月中旬）　※3年に一度
- 島田市 - 大井神社（10月中旬）　※3年に一度、寅（とら）・巳（み）・申（さる）・亥（い）の年[9] <県>

※は、かつて行われていたところ。記録として併記。